# Герб Мариуполя
Герб Мариуполя (укр. Герб Маріуполя) — городской герб Мариуполя Донецкой области Украины.

## Вариант 1811 года
Первый герб Мариуполя был принят 2 августа 1811 года. ПСЗРИ № 24741 от 2 августа 1811 "О гербах городов Екатеринославской губернии": "Над серебряным полумесяцем, стоящем в черном поле вознесен восьмиконечный золотой крест в голубом поле в знак Всемилостивейшего Его Императорского Вечичества принятия из под ига магометанского под сильную защиту Российской державы, вышедшее из Тавриды азийское христианство". Щит разделён горизонтально на две равные части. Сверху — голубое поле, снизу — чёрное. В чёрном поле серебряный полумесяц изображен в виде перевернутой чаши, на котором в синем поле стоит шестиконечный золотой крест. Полумесяц и крест символизируют переход исламских и не обустроенных земель под власть православия и переселение греков-христиан из Крыма.
На земских марках Мариупольского уезда также изображали крест и полумесяц, но в отличие от герба, на котором они располагаются на одной оси, на марках они изображены немного в стороне. Также на земских марках полумесяц изображён под другим углом.

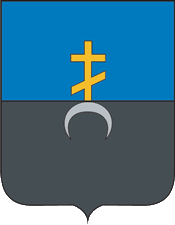
Вариант герба 1811 года
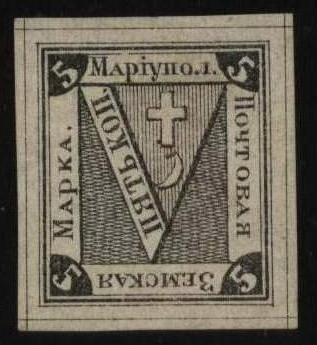
Земская марка Мариупольского уезда (Мариуполь № 4 по Шмидту и Чучину)
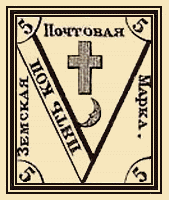
Земская марка Мариупольского уезда

## Проект Кёне
Гербовое отделение при Департаменте геральдики Российской Империи, под руководством Бернгарда Васильевича Кёне проводило масштабную работу по унификации гербов русских городов. В рамках этой работы была создана новая версия герба Мариуполя. В вольной части — герб Екатеринославской губернии.

Проект герба Б. В. Кёне 1866 г.

## Советский герб
В 1970 году для города Мариуполя разработан проект герба, который был утверждён постановлением № 390 исполкома Мариупольского городского совета от 2.09. 1970: «Щит прямоугольной формы пересечённый на два поля, верхнее — красное, нижнее — голубое. В красном поле ковш, ниже — полушестерня, которая опирается срезами на волнистую линию моря. Снизу щит оканчивается изображением якоря.» Автор этого варианта герба — Е. Иванов.

Советский герб Мариуполя. Проект Е. Иванова.

## Современный вариант герба
Современный вариант герба использует композиционные принципы и цвета герба 1811 года. Щит разделён горизонтально на две равные части. Сверху поле серебряного цвета, снизу — синее. Линия разделяющая поля волнистая. Синий цвет и волнистая линия символизируют море, так как Мариуполь — портовый город. Серебряное поле символизирует производство стали.
В центре герба изображён якорь — символ портового города. Причём сам якорь состоит из ковша (кольцо якоря), выливающего металл по контуру и цифр 1778 — года основания города. Автор герба — известный художник-медальер, заслуженный деятель искусств Украины Ефим Викторович Харабет.
На флаге Мариуполя используются два варианта герба — современный (расположен по центру) и 1811 года (внизу полотнища). Автор флага — Е. В. Харабет.

Вариант герба в формате УГО
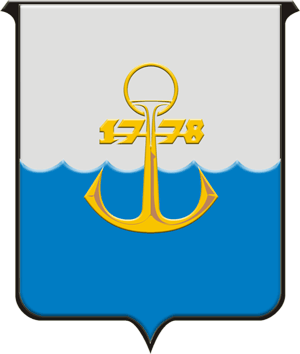
Современный вариант герба
Флаг Мариуполя

В 2025 году оккупационные власти города утвердили новый герб и флаг города.
Геральдическое описание:
«В серебряном и лазоревом пересечённом поле – морской якорь переменных цветов. За щитом – ленты ордена Октябрьской революции и ордена Трудового Красного знамени. Щит увенчан муниципальной короной установленного образца, за которой – два перекрещенных серебряных меча с золотыми рукоятями».
Утвержден решением Мариупольского городского совета Донецкой Народной Республики от 31.01.2025 № I/2-2.

Герб города после аннексии Россией (с 2025 года)